# Жуан Салданья
Жуан Алвіш Жубін Салданья (порт.-браз. João Alves Jobin Saldanha; 3 липня 1917, Алегреті, штат Ріу-Гранді-ду-Сул — 12 липня 1990, Рим) — бразильський футболіст, футбольний тренер і журналіст. Був тренером, який вивів збірну у фінальну частину чемпіонату світу 1970 року, виграного бразильцями. При ньому збірна виграла в останніх 12-ти проведених матчах.

## Біографія
Жуан Салданья народився в місті Алегреті, в штаті Ріу-Гранді-ду-Сул в сім'ї фермерів, які отримали наділ у 1912 році, за іншими даними, він був сином адвоката Варгаса. У віці 6-ти років він почав контрабандно перевозити зброю через кордон між Бразилією і Парагваєм. У віці 14-ти років він переїхав в Ріо-де-Жанейро. У 20-річному віці він став лідером студентів Комуністичної партії, в якій перебував до кінця свого життя. Салданья отримав освіту нотаріуса.

Футбольну кар'єру він почав граючи на пляжі Копакабана і Іпанема, потім виступав у клубі «Ботафого», де зіграв кілька сезонів, разом з цим Салданья грав у баскетбол. Пізніше він став спортивним журналістом, в чому прославився, ставши одним з найбільш знаменитих пишучих журналістів Бразилії, а потім проявивши себе в ролі теле — і радіокоментатора. Він давав часто різкі, але завжди виважені критичні відгуки про гравців, тренерів та команд у бразильському футболі. Салданья взяв участь, як хроніста, у великому поході китайських комуністів і Нормандській операції. Потрапити за кордон Салданья зміг тільки за підробленими документами.

«Той, хто не найсильніший, той повинен бути найкращий». Гасло Салданьї, придумане ним для чемпіонату штату Ріо-де-Жанейро 1957 року.

У 1957 році футбольний клуб «Ботафого», що знаходився в той час в кризі, запропонував йому посаду головного тренера команди, незважаючи на відсутність у нього досвіду. Причиною цього стало те, що у клубу через відсутність тренера зривалася фінансово вигідна поїздка, а Салданья був поруч з командою, підробляючи в ній перекладачем, адміністратором і радником з тактики (з 1955 року). На першому тренуванні Салданья сказав:

«Ви бачите, хлопці, цю праву смугу поля — від нашого штрафного майданчика до воріт супротивника? Сюди, на правий фланг, нікому з вас я не дозволяю сунути ніс. Це — коридор Мане Гаррінчі. Всі інші повинні грати в центрі та зліва. До Мане і близько підходити не смійте. Нехай робить тут що захоче, а ваша справа чекати від нього пас і бити по воротах…».

У тому ж році клуб виграв чемпіонат штату, єдиний трофей, завойований «Ботафого» в період тренерства Салданьї. Одним з найголовніших нововведень Салданьї стало неформальне відношення до гравців, він говорив:

«Якщо ви по ходу матчу відчуєте, що моя установка не дає результатів, міняйте гру, не озираючись на мене…».

У 1959 році він покинув клуб на знак протесту проти продажу клубом Діді і Пауло Валентіна, хоча саме його становище було непевним через конфлікти з гравцями та керівництвом клубу. Після звільнення Салданья знову зайнявся журналістикою

У 1968 році президент Бразильської конфедерації футболу Жуау Авеланж запропонував Салданьї посаду тренера збірної у надії, що журналісти, які постійно критикують команду, знизять вогонь «критики», оскільки командою би керував один з них. На прес-конференції з нагоди призначення Салданья перерахував список з 11 гравців основного складу та 11-ти дублерів, з якими він мав намір вийти у фінальну частину чемпіонату світу 1970 року в Мексиці, а потім виграти турнір: «Наша бразильська збірна повинна бути для нас як улюблена самба: кожен бразилець повинен знати приспів…». До цього моменту жоден тренер збірної так рано не обумовлював список гравців футболістів, які становили склад команди. На тій же прес-конференції він сказав:

«У Бразилії живе 80 мільйонів людей, які можуть запропонувати мені 80 мільйонів варіантів збірної команди… Але на поле вийде моя команда. Та, яку я запропоную».

Бразильська футбольна громадськість була дуже незадоволена виступом команди на чемпіонаті світу в Англії, де збірна не змогла подолати груповий етап. Однією з головних причин невдалої гри було, на думку багатьох, відсутність системоутворюючої команди, навколо гравців якої могла б будуватися збірна Бразилії. Салданья вирішив цю проблему шляхом залучення до збірної гравців «Сантоса». Салданья використовував схему 4-2-4, для того, щоб мати можливість використовувати 5 гравців, Пеле, Дірсеу Лопеса, Жерсона, Тостао і Жаїрзіньйо. Салданья назвав цю групу гравців — «Хижаки», а вся команда стала називатися «Хижаки Салданьї».

У 1969 році команда відіграла 6 матчів і у всіх 6-ти здобула перемогу з різницею м'ячів 23:0. Але незважаючи на вдалі результати, Салданья був публічно розкритикований головним тренером «Фламенго», Дорівалом Устрічем, який в той же період пропрацював 1 матч головним тренером команди. Дійшло до того, що Салданья навіть розмахував перед Устрічем пістолетом і стріляв у повітря. Так само він вчинив з голкіпером збірної, Мангою, звинуваченим у «здачі» матчів. Ця поведінка Салданьї викликала схвалення торсиди; він був підтриманий як тренер збірної 78 % населення Ріо і 68 % населення Сан-Паулу. Також Салданья зміг зі збірною перемогти чемпіонів світу, англійців на «Маракані» з рахунком 2:1. В цілому, в перших 13 іграх команда Салданьї здобувала тільки перемоги, загальна різниця м'ячів становила 50:9.

«Головне, ми повинні завжди мати в захисті на одного більше. Коли суперник атакує удвох, ми захищаємося втрьох; коли підключається до атаки третій, четвертий, п'ятий нападники противника, ми відтягуємо в оборону четвертого, п'ятого, шостого гравця. Один у нас завжди повинен бути вільним…».

Однак відношення з керівництвом Конфедерації футболу Бразилії почало погіршуватися. Салданья був затятим комуністом, а у Бразилії до влади прийшов диктатор Еміліу Гаррастазу. За свої погляди тренер почав критикуватися Жарбасом Пассарінью, міністром освіти. До того ж Гаррастазу почав нав'язувати Салданьї гравців, головним чином, гравця «Атлетіко Мінейро», Дада Маравілью. На це Салданья сказав:

«Гравців вибираю я. Коли президент вибирав собі міністрів, він не спитав моєї думки.»

До всього Салданья вибирав гравців усіх кольорів шкіри, не роблячи переваг для світлошкірих футболістів, що не подобалося керівництву країни. Ще однією проблемою була участь Пеле, якому він не міг підібрати правильне місце на полі, і та обставина, що через проблеми із зором Пеле не міг грати на повну силу, що робило можливим неучасть у турнірі «Короля футболу». Незабаром почалися конфлікти з асистентом Салданьї, який залишив тренерський штаб збірної. 17 березня 1970 року Жоао Авеланж звільнив Салданью з поста тренера збірної Бразилії. Він працював з національною командою 406 днів. Спочатку збірна була запропонована Діно Сані, але той відмовив, після чого команду очолив Маріо Загалло, дворазовий чемпіон світу, який і керував нею на чемпіонаті світу, здобувши золоті нагороди.
Після збірної Салданья повернувся в журналістику, працював у журналі Placar, висвітлював чемпіонати світу 1970 і 1974 років для телеканалу TV Globo та 1986 і 1990 років для TV Manchete..
Він помер в 1990 році, у віці 73 років у Римі, де знаходився для того, щоб коментувати чемпіонат світу. Причиною смерті стала легенева емфізема від тютюнопаління, яким страждав Салданья. На наступний день після коментування півфіналу між Італією та Аргентиною, Салданья потрапив до лікарні Сант-Евгеніо в Римі з проблемами дихання, де і помер через вісім днів, 12 липня 1990 року.
21 грудня 2009 року в честь Салданьї була встановлена бронзова статуя на алеї слави «Маракани».

## Досягнення
- Чемпіон штату Ріо-де-Жанейро: 1957